# Nicomede (Corneille)
Nicomede (Nicomède in francese) è una tragedia in 5 atti scritta da Pierre Corneille, messa in scena nel 1651 all'hôtel de Bourgogne.
Trae spunto dalla vita di Nicomede II e del padre Prusia II, re di Bitinia.